# K22 (réacteur)
Pour les articles homonymes, voir K22.
Le K22 est un type de réacteur à eau pressurisée, d'une puissance thermique d'environ 225 MW (50 % de plus que son prédécesseur, le K15), développé par TechnicAtome au début des années 2020 afin de propulser le porte-avions de nouvelle génération.

## Caractéristiques
Par rapport à son prédécesseur le K15, qui dispose d'un générateur de vapeur (GV) à tubes situé dans la cuve juste au dessus du cœur du réacteur, il est prévu un GV à plaques, plus compact.